# Rügen Fisch

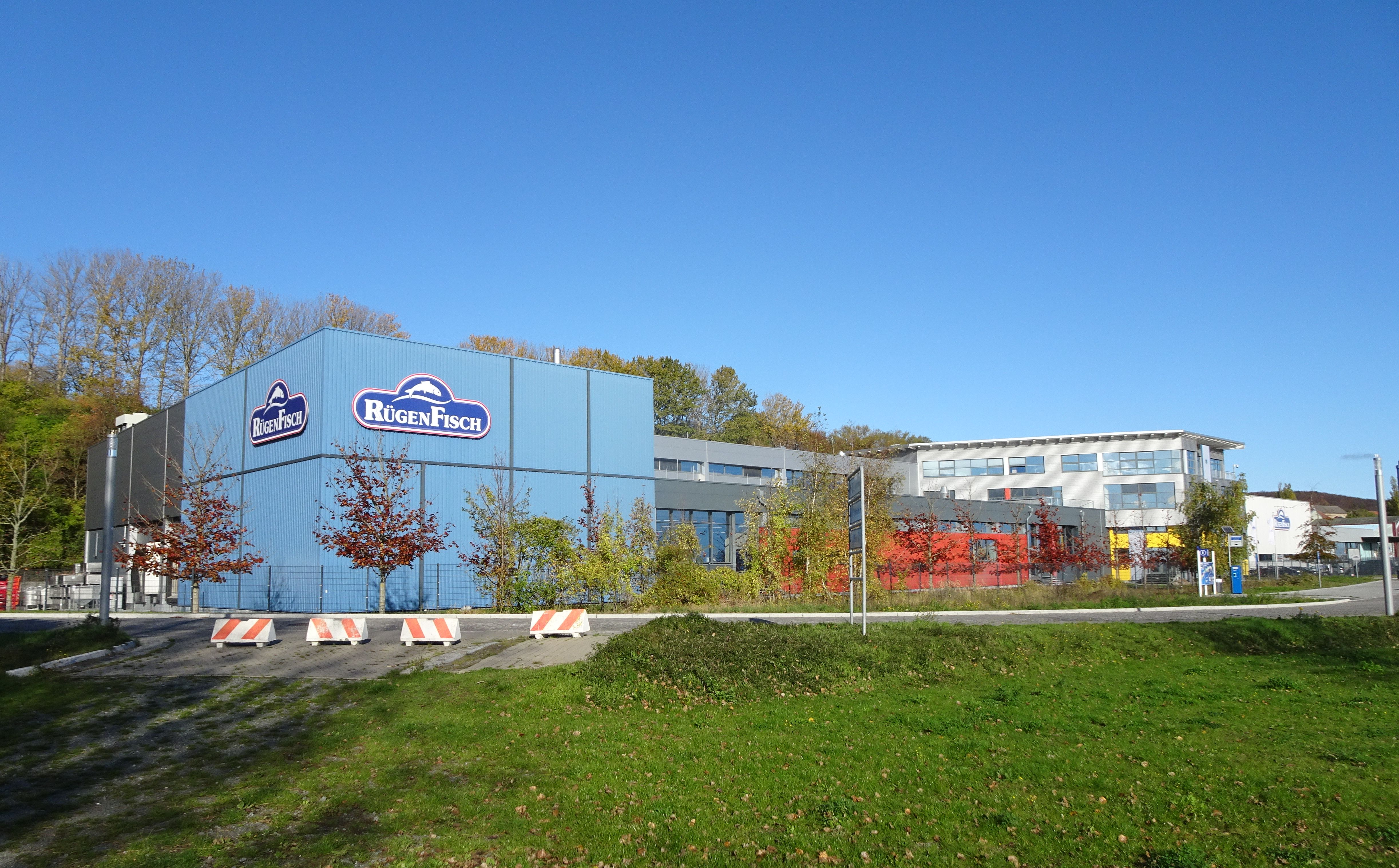
RügenFisch Fertigung und Verwaltung in Sassnitz

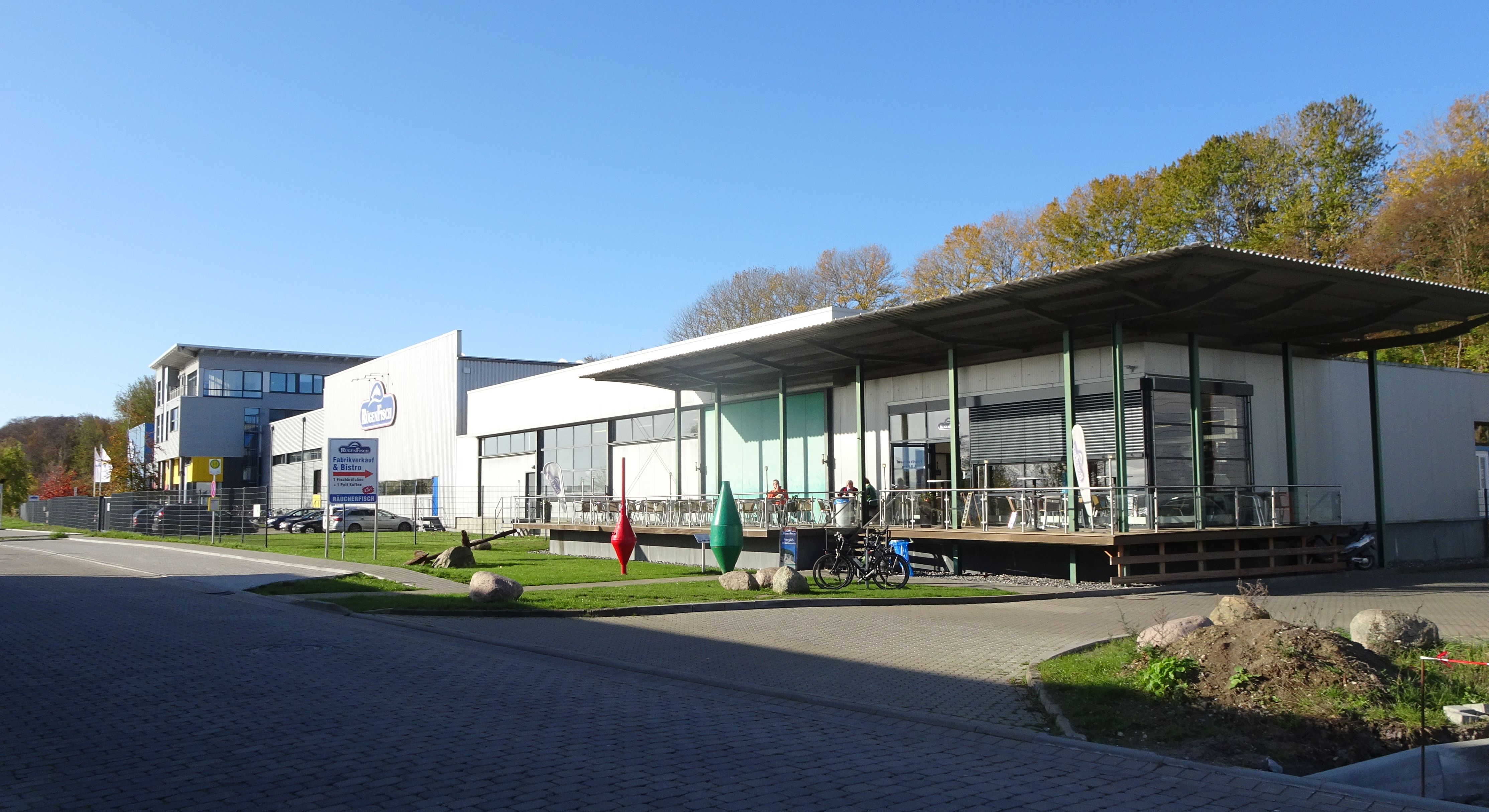
RügenFisch Fabrikverkauf und Bistro in Sassnitz

Die Rügen Fisch GmbH ist der größte deutsche Hersteller von Fischkonserven. Er produziert in Sassnitz, Rostock und Kretinga (Litauen) unter den Marken „Hawesta“, „Rügen Fisch“, „Rügen Krone“, „Lysell“, „Ostsee Fisch“  sowie für Handelsmarken. Im Geschäftsjahr 2015 erzielte die Rügen Fisch AG mit rund 850 Beschäftigten einen Gruppenumsatz von etwa 140 Millionen Euro.

## Geschichte
Die Unternehmensgruppe geht auf den 1949 in Sassnitz gegründeten VEB Ostseefischerei Mecklenburg zurück, der noch über eine eigene Fangflotte verfügte (siehe auch Fischkombinat Rostock). 1951 wurde eine Fabrik zur Fischverarbeitung errichtet. Mehrfach umbenannt, wurde der volkseigene Betrieb in den 1950er Jahren größte deutsche Fischräucherei. Ab 1956 wurden Glaskonserven produziert. 1978, der Betrieb hieß inzwischen VEB Fischwerk Sassnitz, wurde ihm der Fischverarbeitungsbetrieb in Lauterbach angegliedert.
Nach der politischen Wende in der DDR entstand aus dieser Basis ehemaliger Fischbetriebe an der Ostsee die Rügen Fisch GmbH (das Rostocker Fischereikombinat wurde in fünf Firmen aufgeteilt; eine davon – die Neue Ostseefisch GmbH – übernommen durch die Neue Rügen Fisch GmbH Sassnitz, die sich später umbenannte). Klaus Peper, erst seit 1989 Betriebsdirektor des VEB Fischwerks, erreichte bei der Treuhandanstalt die Genehmigung zum Weiterbetrieb, da er mit der Lübecker Hawesta Aufträge zur Produktion von Handelsmarken aushandeln konnte. 1993 verkaufte die Treuhand das Unternehmen zunächst an einen Berliner Investor (EFHA-Werke Fleischwarenfabrik Faupel & Haake), der jedoch Konkurs anmeldete und den Kaufpreis nicht aufbringen konnte. Ein weiterer Investor (Walter Fürst GmbH & Co, Geschäftsführer Peter Küth), der sich mit Immobilien verspekulierte, meldete für sich im Jahr 1998 Insolvenz an. Dessen Berliner Insolvenzverwalter, Dr. Schröder, verkaufte die Rügen-Fisch-Anteile 1999 an Klaus Peper, Thies Pickenpack (aus der ehemaligen Besitzerfamilie des Lüneburger Fischverarbeiters Pickenpack) sowie den Hamburger Anwalt Berthold Brinkmann. Sie ließen eine völlig neue Fabrik errichten, die 2001 in Betrieb ging. 2007 firmierte Rügen Fisch in eine Aktiengesellschaft um. 2009 wurde Hawesta übernommen, 2011 Lysell, wodurch Rügen Fisch zum größten deutschen Fischkonservenhersteller aufstieg. Ende 2013 schied Peper altershalber aus der Geschäftsführung aus, Brinkmanns Sohn Tobias übernahm im Herbst 2015 Pepers Anteile.
Im Dezember 2015 verkauften die verbliebenen Gesellschafterfamilien Brinkmann und Pickenpack 51 % der Anteile an der Unternehmensgruppe an den asiatischen Fischkonzern Thai Union, die Transaktion wurde nach kartellrechtlicher Genehmigung Ende Januar 2016 vollzogen. Der Weltmarktführer bei Thunfischkonserven, bisher in Deutschland durch einen Ableger seiner Tochtergesellschaft John West nur mit einem kleinen Anteil vertreten, wurde dadurch auf einen Schlag deutscher Marktführer bei Fischkonserven. Im Mai 2021 übernahm die Thai Union die restlichen Anteile, die Rügen Fisch GmbH ist nun ein 100%iges Tochterunternehmen der Thai Union.